# Calumma juliae
Espèce
Calumma juliae est une espèce de sauriens de la famille des Chamaeleonidae.

## Systématique
L'espèce Calumma juliae a été décrite en 2018 par David Prötzel (d), Miguel Vences, Oliver Hawlitschek (d), Mark David Scherz (d), Fanomezana M. Ratsoavina (d) et Frank Glaw.

## Répartition
| Localisation de Madagascar dans le Monde |

| Localisation de Madagascar dans le Monde |

Tous les spécimens identifiés de Calumma juliae ont été observés autour de la ville de Toamasina, dans l’Est de Madagascar.

## Étymologie
Son épithète spécifique, juliae, lui a été donnée en l'honneur de Julia Forster, en reconnaissance de son aide pour la collecte des spécimens.

## Publication originale
- (en) David Prötzel, Miguel Vences, Oliver Hawlitschek, Mark D. Scherz, Fanomezana M. Ratsoavina et Frank Glaw, « Endangered beauties: micro-CT cranial osteology, molecular genetics and external morphology reveal three new species of chameleons in the Calumma boettgeri complex (Squamata: Chamaeleonidae) », Zoological Journal of the Linnean Society, Linnean Society of London et OUP, vol. 184, no 2,‎ 9 avril 2018, p. 471-498 (ISSN 1096-3642 et 0024-4082, OCLC 01799617, DOI 10.1093/ZOOLINNEAN/ZLX112, lire en ligne).